# Scooby-Doo: La maldición del Monstruo del Lago
Scooby-Doo: La maldición del Monstruo del Lago (título original en inglés: Scooby-Doo: Curse of the Lake Monster) es una película de 2011. Es secuela de Scooby-Doo: Comienza el misterio.

## Sinopsis
Nuevamente Scooby y la pandilla se ven enfrentados a un nuevo misterio cuando se apuntan para trabajos de verano en un concurrido lago. Pero un monstruo ataca a los bañistas. Dispuestos a revelar el montaje, la pandilla de Scooby se traslada. Sin embargo, descubrirán que a veces los monstruos existen, y la venganza es muy poderosa. Quién controla al monstruo puede sorprender a todos.

## Reparto
| Personaje                 | Actor Original (Estados Unidos) | Actor de Doblaje (Latinoamérica) |
| ------------------------- | ------------------------------- | -------------------------------- |
| Fred Jones                | Robbie Amell                    | Rafael Pacheco                   |
| Daphne Blake              | Kate Melton                     | Cony Madera                      |
| Shaggy Rogers             | Nick Palatas                    | Ricardo Mendoza                  |
| Velma Dinkley             | Hayley Kiyoko                   | Leyla Rangel                     |
| Thornton "Thorny" Blake V | Ted McGinley                    | José Luis Orozco                 |
| Hilda Trowburg            | Marion Ross                     | Magda Giner                      |
| Elmer Uggins              | Richard Moll                    | Guillermo Coria                  |
| Senadora                  | Nichelle Nichols                | Ruth Toscano                     |